# 34A busz (Pécs)
A pécsi 34A jelzésű autóbusz a Belvárost kötötte össze a Mecsekoldallal, a Barbakán és a Pécsi Állatkert érintésével. A vasútállomástól indult, majd az alagútnál a Mecsek felé kanyarodva érte el a Szanatóriumhoz. Mivel a vonalon igen meredek szakaszok és éles kanyarok vannak, csak szóló busz közlekedett.
A legtöbb 34-es járat 34D jelzéssel a Dömörkapuig közlekedett a Szanatórium után, majd onnan 35A jelzéssel ment vissza a Főpályaudvarra.

## Története
1946. szeptember 28-án indult az első járat a Széchenyi térről a Hotel Kikelet-hez, amit 1948-ban meghosszabbítottak a Dömörkapuig. Ez a járat volt az akkori 34-es számú járat. Majd a Széchenyi téri végállomás megszűnésével a járat végállomása átkerül a Kossuth térre. A Szanatóriumhoz 1964 végétől jár autóbuszjárat, akkor még 44-es jelzéssel közlekedett, ez már a Kossuth térről. 1985. november 1-jén a Kossuth téri végállomás megszűnik, eztán a járat a Főpályaudvarról indul. 1987. január 1-jétől új számozási rendszer keretén belül kapta máig is érvényes 34-es jelzését. 1993. szeptember 1-jétől a Széchenyi tér helyett a ma is érvényes Kórház tér felé vezető útvonalon közlekedik.

## Útvonala
| Főpályaudvar – Kórház tér – Barbakán – Alagút – Szanatórium: | Szanatórium – Alagút – Barbakán – Kórház tér – Főpályaudvar: |
| --- | --- |
| - Főpályaudvar, Indóház tér - Szabadság utca - Rákóczi út - Klimó György utca - Aradi Vértanúk útja - Hunyadi János utca - Málics Ottó utca - Ángyán János utca - Bárány utca - Szanatórium forduló | - Szanatórium forduló - Bárány utca - Ángyán János utca - Málics Ottó utca - Hunyadi János utca - Aradi Vértanúk útja - Klimó György utca - Rákóczi út - Szabadság utca - Főpályaudvar, Indóház tér |

## Megállóhelyei
| 34A (Főpályaudvar – Szanatórium forduló) |                                |          | |                                                                            |
| Perc (↓)                                 | Megállóhely                    | Perc (↑) | Átszállási kapcsolatok a járat megszűnésekor                                                                | Létesítmények                                                              |
| 0                                        | Főpályaudvar végállomás        | 24       | 3, 4, 6, 7, 30, 31, 31A, 32, 33, 35, 35A, 36, 37, 38, 38A, 39, 40, 41, 42, 43, 50, 71, 72, 161, 162         | Vasútállomás, MÁV Területi Igazgatósága, Autóbusz-állomás                  |
| 2                                        | Zsolnay-szobor                 | 22       | 2, 2A, 3, 4, 6, 7, 20, 20A, 27, 30, 31, 31A, 32, 35, 35A, 36, 37, 38, 38A, 39, 40, 43, 44, 71, 72, 161, 162 | Postapalota, OTP, ÁNTSZ, Megyei Bíróság, Zsolnay-szobor                    |
| 4                                        | Kórház tér                     | 21       | 2, 2A, 27, 30, 32, 35, 35A, 36, 37, 44, 122, 123                                                            | Megyei Kórház, Jakováli Hasszán dzsámija, Hotel Pátria                     |
| 6                                        | Barbakán                       | 18       | 30, 30Y, 32, 35, 35A, 36                                                                                    | Pécsi székesegyház, Barbakán, Ókeresztény sírkamrák, Püspöki palota (Pécs) |
| 10                                       | Alagút                         | 15       | 30Y, 32, 33, 35, 35A                                                                                        | Kálvária                                                                   |
| 12                                       | Pálosok                        | 13       | 32, 33, 35, 35A                                                                                             | Pálos templom, Victor Vasarely: Jel-szobor                                 |
| 14                                       | Mecsek kapu                    | ∫        | 35, 35A | Mecsek kapu                                                                |
| 16                                       | Kőbánya                        | 9        | 35, 35A | Makrisz Agamemnon: Niké-szobor                                             |
| 19                                       | Hotel Kikelet                  | 5        | 35, 35A | Hotel Kikelet                                                              |
| 21                                       | Állatkert                      | 3        | 35, 35A | Állatkert, Mecseki kisvasút                                                |
| 22                                       | Camping                        | 2        | | Kemping, Mandulás                                                          |
| 23                                       | Bárány utca                    | 1        | |                                                                            |
| 24                                       | Szanatórium forduló végállomás | 0        | | Tüdőszanatórium                                                            |